# Tyler Steen
Tyler Maxwell Steen (Miami, 24 giugno 2000) è un giocatore di football americano statunitense che milita nel ruolo di guardia per i Philadelphia Eagles della National Football League (NFL).

## Carriera

### Philadelphia Eagles
Al college Steen giocò a football all'Università Vanderbilt (2018-2021) e ad Alabama (2022), con cui fu inserito nella seconda formazione ideale della Southeastern Conference. Fu scelto nel corso del terzo giro (65º assoluto) del Draft NFL 2023 dai Philadelphia Eagles. Il 5 novembre disputò la prima gara come titolare contro i Dallas Cowboys. La sua stagione da rookie si chiuse con 11 presenze, di cui una come titolare.
Nella settimana 3 della stagione 2024, Steen e Fred Johnson entrarono in campo nel secondo tempo della vittoria degli Eagles per 15-12 sui New Orleans Saints, dopo gli infortuni dei titolari Lane Johnson e Mekhi Becton, aprendo la strada per due touchdown su corsa di Saquon Barkley nell'ultimo periodo di gioco. A fine stagione gli Eagles batterono i Kansas City Chiefs per 40–22 nel Super Bowl LIX.

## Palmarès
- Super Bowl : 1

Philadelphia Eagles: LIX
- National Football Conference Championship:1

Philadelphia Eagles: 2024